# 莱尔丹
莱尔丹（荷蘭語：Leerdam）是荷兰的一个城市和旧市镇，原属南荷兰省，2004年人口21,050。面积34.32 km² (13.25 mile²) ，其中0.53 km² (0.20 mile²) 为水域。莱尔丹以其玻璃制造业而著称。
2019年1月1日，莱尔丹和菲亚嫩（属于乌得勒支省）及泽德里克（属于南荷兰省）合并为新市镇“费夫海伦兰登”（Vijfheerenlanden）。费夫海伦兰登隶属于乌得勒支省。